# Zájmy

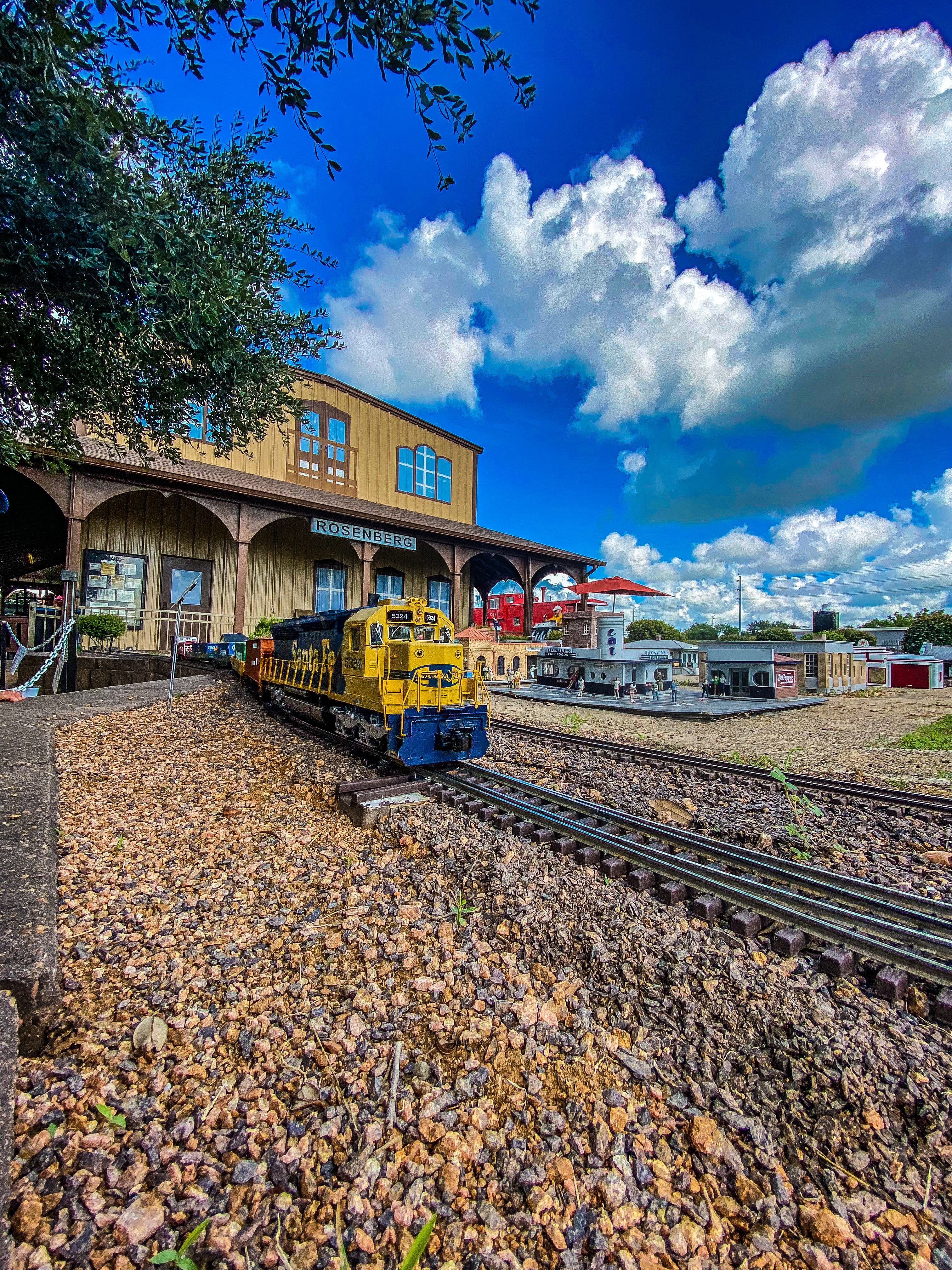
Modelové kolejiště.

Zájem je specifický druh motivace. Jedinec se zaměří na určitou oblast nebo nějaký předmět činnosti. Zájem směřuje k vyhledávání takových předmětů, aby činnost s nimi spojená vedla k uspokojení. Zájmy mohou být krátkodobé nebo i celoživotní. Nad zájmy jednotlivce staví veřejný zájem – právní pojem užívaný v zákonech, zájmy obecného blaha.